# Потери самолётов США над Северным Вьетнамом (июль—август 1965)
В данном списке перечислены американские самолёты, потерянные при выполнении боевых заданий над Северным Вьетнамом в ходе Вьетнамской войны в период с июля по август 1965 года. Приведены только потери, удовлетворяющие следующим условиям:
- потеря является безвозвратной, то есть самолёт уничтожен или списан из-за полученных повреждений;
- потеря понесена по боевым или небоевым причинам в регионе Юго-Восточной Азии (включая Северный Вьетнам, Южный Вьетнам, Лаос, Камбоджу, Таиланд, Японию, Китай) и связана с боевыми операциями против Северного Вьетнама (Демократической Республики Вьетнам);
- потерянный самолёт состоял на вооружении Военно-воздушных сил, Военно-морских сил, Корпуса морской пехоты или Армии Соединённых Штатов Америки;
- потеря произошла в период между 1 июля и 31 августа 1965 года.

Список составлен на основе открытых источников. Приведённая в нём информация может быть неполной или неточной, а также может не соответствовать официальным данным министерств обороны США и СРВ. Тем не менее, в нём перечислены почти все самолёты, члены экипажей которых погибли или попали в плен. Неполнота связана в основном с теми самолётами, члены экипажей которых были эвакуированы поисково-спасательными службами США, а также с самолётами, потерянными вне пределов Северного Вьетнама (в этом случае не всегда возможно определить, была ли потеря связана с операциями именно против этой страны).
Список не затрагивает потери американской авиации, понесённые в операциях против целей на территории Южного Вьетнама, Лаоса и Камбоджи. Список составлялся без использования данных монографии Кристофера Хобсона «Vietnam Air Losses».

## Краткая характеристика периода
В июле—августе 1965 года американская авиация продолжала бомбардировки Северного Вьетнама в рамках операции Rolling Thunder. Основная часть ударов по-прежнему наносилась по южным районам страны. 24 июля силы ПВО Северного Вьетнама впервые применили зенитно-ракетные комплексы, сбив один (по советским данным — три) американский самолёт. Ещё один самолёт был сбит ночью 12 августа. После каждого из этих случаев авиация США наносила удары по предполагаемым позициям ЗРК, однако не добилась никаких результатов, понеся большие потери от огня зенитной артиллерии. Истребительная авиация Северного Вьетнама продолжала оставаться малоактивной.

## Потери
- 7 (6?) июля 1965 — F-105D «Тандерчиф» (сер. номер 62-4232, 12-я тактическая истребительная эскадрилья ВВС США). Сбит зенитным огнём юго-восточнее Винь. Пилот погиб по неустановленным причинам после катапультирования.
- 15 июля 1965 — A-4C «Скайхок» (номер 149576, 153-я штурмовая эскадрилья ВМС США). Сбит зенитным огнём. Пилот спасён.
- 18 июля 1965 — A-4E «Скайхок» (номер 151089, 163-я штурмовая эскадрилья ВМС США). Упал в Тонкинский залив из-за отказа двигателя после взлёта с авианосца. Пилот погиб.
- 18 июля 1965 — A-6A «Интрудер» (номер 151577, 75-я штурмовая эскадрилья ВМС США). Сбит зенитным огнём в районе Тханьхоа. Оба члена экипажа попали в плен.
- 24 июля 1965 — F-4C «Фантом» II (47-я тактическая истребительная эскадрилья ВВС США). Сбит ЗРК северо-восточнее Ханоя. Один член экипажа попал в плен, другой погиб.
- 27 июля 1965 — F-105D «Тандерчиф» (сер. номер 62-4252, 12-я тактическая истребительная эскадрилья ВВС США). Сбит зенитным огнём. Пилот попал в плен.
- 27 июля 1965 — F-105D «Тандерчиф» (сер. номер 62-4257, 563-я тактическая истребительная эскадрилья ВВС США). Сбит зенитным огнём над провинцией Фу-То. Пилот катапультировался и, очевидно, погиб на земле при невыясненных обстоятельствах.
- 27 июля 1965 — F-105D «Тандерчиф» (сер. номер 62-4298, 357-я тактическая истребительная эскадрилья ВВС США). Сбит зенитным огнём. Пилот погиб.
- 27 июля 1965 — F-105D «Тандерчиф» (сер. номер 61-0113, 563-я тактическая истребительная эскадрилья ВВС США). Сбит зенитным огнём. Пилот попал в плен.
- 27 июля 1965 — F-105D «Тандерчиф» (сер. номер 62-4407, 12-я тактическая истребительная эскадрилья ВВС США). Подбит зенитным огнём и столкнулся с самолётом 61-0177 при посадке в Таиланде. Пилот спасён.
- 27 июля 1965 — F-105D «Тандерчиф» (сер. номер 61-0177, 357-я тактическая истребительная эскадрилья ВВС США). Подбит зенитным огнём и столкнулся с самолётом 62-4407 при посадке в Таиланде. Пилот погиб.
- 29 июля 1965 — RF-101C «Вуду» (сер. номер 56-0067, 45-я тактическая разведывательная эскадрилья ВВС США). Сбит зенитным огнём. Пилот погиб.
- 2 августа 1965 — F-105D «Тандерчиф» (сер. номер 62-4249, 12-я тактическая истребительная эскадрилья ВВС США). Сбит зенитным огнём в районе Тханьхоа во время налёта на мост Хам-Ронг. Пилот попал в плен.
- 3 августа 1965 — F-105D «Тандерчиф» (сер. номер 61-0098, ВВС США). Подбит зенитным огнём в районе Винь. Пилот катапультировался и погиб из-за нераскрытия парашюта.
- 7 августа 1965 — A-1H «Скайрейдер» (номер 135329, 25-я штурмовая эскадрилья ВМС США). Сбит зенитным огнём. Пилот погиб.
- 10 августа 1965 — F-105D «Тандерчиф» (сер. номер 61-0184, 18-я тактическая истребительная эскадрилья ВВС США). Подбит зенитным огнём в районе Винь-Туй. Пилот катапультировался над территорией Лаоса и спасён.
- 11 августа 1965 — F-105D «Тандерчиф» (сер. номер 61-0172, 563-я тактическая истребительная эскадрилья ВВС США). Подбит зенитным огнём в районе Кам-Нгок и упал в Тонкинский залив. Пилот попал в плен.
- 11—12 августа 1965 (ночь) — A-4E «Скайхок» (номер 151185, 23-я штурмовая эскадрилья ВМС США). Сбит ЗРК. Пилот погиб.
- 13 августа 1965 — RF-101C «Вуду» (сер. номер 56-0186, ВВС США). Сбит зенитным огнём. Пилот катапультировался и, очевидно, погиб на земле при невыясненных обстоятельствах.
- 13 августа 1965 — F-8D «Крусейдер» (номер 147911, 111-я истребительная эскадрилья ВМС США). Сбит зенитным огнём над провинцией Тханьхоа. Пилот погиб.
- 13 августа 1965 — A-4C «Скайхок» (номер 148475, 153-я штурмовая эскадрилья ВМС США). Сбит зенитным огнём. Пилот погиб.
- 13 августа 1965 — A-4C «Скайхок» (номер 148564, 22-я штурмовая эскадрилья ВМС США). Сбит зенитным огнём. Пилот спасён.
- 22 августа 1965 — F-105D «Тандерчиф» (сер. номер 62-4351, 36-я тактическая истребительная эскадрилья ВВС США). Сбит зенитным огнём западнее Тханьхоа. Пилот спасён.
- 24 августа 1965 — F-4B «Фантом» II (номер 152215, 21-я истребительная эскадрилья ВМС США). Сбит ЗРК. Оба члена экипажа попали в плен.
- 24 августа 1965 — A-4C «Скайхок» (номер 149490, 22-я штурмовая эскадрилья ВМС США). Сбит зенитным огнём. Пилот попал в плен.
- 26 августа 1965 — A-1H «Скайрейдер» (номер 139720, 152-я штурмовая эскадрилья ВМС США). Сбит зенитным огнём. Пилот попал в плен.
- 28 августа 1965 — F-105D «Тандерчиф» (сер. номер 63-8282, 67-я тактическая истребительная эскадрилья ВВС США). Сбит зенитным огнём в районе Шон-Ла. Пилот попал в плен.
- 29 августа 1965 — F-105D-25-RE  «Тандерчиф» (сер. номер 61-0193, 67-я тактическая истребительная эскадрилья ВВС США). Сбит зенитным огнём в районе Йен-Бай. Пилот попал в плен.
- 29 августа 1965 — RF-8A «Крусейдер» (ВМС США). Сбит северо-западнее Винь. Пилот погиб.
- 29 августа 1965 — A-1H «Скайрейдер» (номер 134619, 152-я штурмовая эскадрилья ВМС США). Сбит зенитным огнём над провинцией Шон-Ла, участвуя в поисково-спасательной операции. Пилот погиб.
- 31 августа 1965 — F-105D «Тандерчиф» (сер. номер 61-0185, 67-я тактическая истребительная эскадрилья ВВС США). Подбит зенитным огнём в районе Фу-То. Пилот катапультировался и спасён.

## Общая статистика
По состоянию на 19 марта 2025 года в списке перечислены следующие потери:
| Самолёты          | #  |
| A-1               | 3  |
| A-4               | 6  |
| A-6               | 1  |
| F-4               | 2  |
| F-8               | 2  |
| F-105             | 15 |
| RF-101            | 2  |
| Итого: 31 самолёт |    |

Эти данные не являются полными и могут меняться по мере дополнения списка.